# Cayo Marcio Rútilo
Cayo o Gayo Marcio Rútilo  fue un político y militar de la República romana, famoso por haber sido el primer dictador de origen plebeyo. Ocupó también el cargo de censor y en cuatro ocasiones el de cónsul.

## Carrera política y militar
Fue elegido por primera vez para el consulado en 357 a. C., donde condujo la guerra contra los habitantes de Privernum. Tomó la ciudad, y obtuvo un triunfo en consecuencia.
Fue nombrado dictador al año siguiente (356 a. C.) para hacer frente a una invasión de los etruscos. Esta fue la primera vez que un plebeyo alcanzó esa dignidad, y los patricios estaban tan indignados por lo que optaron por considerar como una profanación de la magistratura, y, pese al peligro público, colocaron obstáculos en el camino de los preparativos para la guerra. El pueblo, sin embargo, con enorme entusiasmo suministró a Rútilo todo lo que se necesitaba, y le permitió salir al campo con un ejército bien equipado. La guerra contra los etruscos de Tarquinia, Faleria y Caere comenzó en 358 a. C., cuando los habitantes de la primera urbe capturaron y ejecutaron a varios cientos de romanos. Guiados por los faliscos, los etruscos tomaron las Salinas de la desembocadura del Tíber. Rútilo marchó con su ejército en la flotilla fluvial hasta la costa. Llevó a cabo un ataque por sorpresa contra el campamento enemigo y les expulsó del territorio romano, lo cual le valió la concesión de un triunfo por parte del pueblo, y en contra del parecer del Senado. En seguida se apartó del mando (es posible que su experiencia como navegante se produjera por tener barcas o propiedades en Ostia).
Rútilo fue elegido cónsul de nuevo en 352 a. C. y, tras su mandato, se presentó al cargo de censor, ganando en 351 a. C., a pesar de la oposición patricia, junto a Cneo Manlio Capitolino Imperioso. Fue cónsul también en 344 a. C. y en 342 a. C., año este último en el que dirigió un ejército en el segundo año de las guerras samnitas. Rútilo estaba estacionado en Campania, y allí descubrió una conspiración entre las tropas romanas, que fue sofocada antes de que se desatara por las medidas sabias y prudentes que tomó.
Cayo Marcio Rútilo Censorino, su hijo homónimo, fue cónsul en 310 a. C.
Existe, por otra parte, la posibilidad de que tanto la dictadura como otros detalles de su vida fuesen creados o magnificados como propaganda familiar por parte de la gens Marcia.